# Тонга
Кралство Тонга е архипелаг в югозападната част на Тихия океан, разположено между 15° – 23°30′ ю.ш. и 173° – 177° з.д.. То се намира на юг от Самоа и на изток от Фиджи. Тонга е единствената островна държава в Тихия океан, която е с непокътната монархия.

## История
Около 2000 г. пр.н.е. островите са заселени от полинезийци. През 10 век се образува наследствена монархия (кралство).
Първият европейски изследовател, посетил групата острови Тонгатапу, е нидерландският мореплавател Абел Тасман през 1643 г. В средата на 19 век островните групи са обединени под властта на крал Тауфа `Ахау Тупоу. За притежаването на Тонга се води упорита борба между Великобритания, Германия и САЩ.
През 1900 г. по договора за дружба между Тонга и Великобритания, Кралство Тонга е обявено за самоуправляваща се държава под протектората на Великобритания. През май 1968 г., Великобритания и Тонга сключват нов договор, предвиждащ постепенно съкращаване на британския контрол над архипелага. На 4 юни 1970 г. е провъзгласена независимостта на Кралство Тонга.

## Държавно устройство
Тонга е конституционна монархия. Държавен глава и суверен на всички вождове и на целия народ на Тонга е кралят Тупоу VI, при който има личен съвет. Законодателен орган е Законодателна асамблея от 30 членове, включваща краля, министрите, личния съвет на краля и 18 избираеми депутати. Изпълнителната власт се осъществява от краля и правителството начело с министър-председател. Няма политически партии и профсъюзи.
На 29 юли 2008 кралският говорител съобщава, че кралят на Тонга, Джордж Тупоу V, ще се откаже доброволно от абсолютната си власт в полза на министър-председателя, за да отговори на желанието на своя народ за демократични промени. Това представлява една от стъпките, която трябва да подготви страната за парламентарните избори през 2010 година. Официалната церемония по предаване на властта се извършва на 1 август 2008.
На 18 март 2012 година крал Джордж Тупоу V умира и е наследен от брат си Ахоейту Унуакиотонга Тукуахо.
Въоръжени сили – 1500 души.

## География
Тонга (Дружествените острови) е архипелаг от 169 вулканични и коралови острови в в югозападната част на Тихия океан, от които само 36 са обитаеми. Целият архипелаг се състои от две вериги острови простиращи на 560 km от остров Тафахи на север до остров Еуа на юг. Трите островни групи образуващи архипелага са: Вавау 34 острова, обща площ 121 km² (най-голям остров Вавау); Хаапай – 62 острова, обща площ 109 km² (най-голям остров Лифука) и Тонгатапу (Тонгатабу) – 73 острова, обща площ 518 km² (най-голям остров Тонгатапу 260 km², на който е разположена и столицата Нукуалофа). Общата площ на страната възлиза на 748 km²

### Релеф, полезни изкопаеми
Геоложки островите Тонга се състоят от 2 успоредни вериги. Западна – съставена от планински вулканични острови и източна – съставена от атоли и коралови острови. Релефът на кораловите острови е хълмист с максимална височина 150 – 200 m на остров Вавау. Към планинските острови се отнася и остров Еуа, но планините тук са ниски, с височина до 328 m. Най-високият остров на архипелага е Као (в западната част на групата Хаапай), представляващ конус на угаснал вулкан с височина 1125 m. Източната част на островната група Хаапай се състои от ниски коралови острови, а остров Тонгатапу е издигнат коралов остров с височина от 20 до 82 m. На северното му крайбрежие има обширна лагуна с ширина около 7,4 km и с изход към океана.
от началото на 1970-те години в страната се провеждат геоложки проучвания на островите в шелфа, като са регистрирани са залежи на нефт и газ, манганови конкреции и др. На остров Ата има големи запаси от гуано, ценна органична тор, които обаче не се експлоатират поради липсата на пристанище.

### Климат и води
Климатът на Тонга е тропичен, морски. Горещият и влажен сезон с преобладаващи северозападни и северни ветрове продължава от декември до април. По-прохладният и сух сезон продължава от май до ноември и е свързан с господството на източните пасати. Средната февруарска температура е 26,1°С, а средната августовска – 20,5°С. На северните острови климатът е по-горещ и сух, отколкото на южните. На остров Вавау средната годишна температура е 23,5°С, с годишна сума на валежите 1500 mm, а на остров Тонгатапу – съответно 21°С и 2000 mm. Средната годишна влажност е около 77%. Преминаващите през архипелага чести урагани нанасят големи материални щети на страната.
Постоянно течащи къси реки и потоци има само на островите Еуа и Ниуатопутапу.

### Почви, растителност, животински свят
Почвите на архипелага са червеноземни и много плодородни. На кораловите острови те са се образували от натрупаната вулканична пепел, а на младите вулканични острови почвената покривка е в процес на формиране.
Растителността е представена от гъсти и влажни тропически гори, състоящи се от дървовидни папрати, палми, гуаве, пандануси. Основните горски масиви са разположени на вулканичните острови. Влажните наветрени склонове на планините са покрити с гори, а подветрените – с храсти. Местното население отглежда ямс, таро, кокосова палма, банани, батати, цитрусови и зеленчукови култури и различни плодни дървета и храсти.
Животинският свят на островите е беден на бозайници, които са представени от плъхове, мишки и прилепи. Населението развъжда свине, коне и едър рогат добитък. Птиците са представени от около 30 вида – гълъби, папагали, жерави, фрегати и др. Влечугите са представени от змии и гущери, а насекомите – от москити, бръмбари, мравки. В крайбрежните води има много видове риба, морски змии, костенурки, мекотели.

## Административно деление
В административно отношение страната е разделена на 5 окръга (управления), които от своя страна се делят на 23 района:
- Вавау (Vava'u), 119 км2, 15 485 ж. (2006 г.), административен център – Неиафу, 6 района
- Ниуас (Niuas), 72 км2, 1652 ж. (2006 г.), административен център – Хихифо, 2 района
- Хаапай (Ha'apai), 110 км2, 7572 ж. (2006 г.), административен център – Пангаи, 6 района
- Тонгатапу (Tongatapu), 261 км2, 71 260 ж. (2006 г.), административен център – Нукуалофа, 7 района
- Еуа ('Ewa), 87 км2, 5165 ж. (2006 г.), административен център – Охонуа, 2 района

## Население
Населението на Тонга през 2009 година е 120 898 души. Гъстота – 136,4 жители, без ненаселените острови – 156,7 жители на км2. Естествен прираст – 26. Средна продължителност на живот – мъже 67 години, жени 72 години. Етнически състав – тонганци 98,2%, други полинезийци 0,9%, европейци 0,5%, други 0,4%. Официален език – тонгански. Азбука – латиница. Неграмотни – 6%. Конфесионален състав – християни 99,5% (протестанти 84,6%, католици 15,4%), други 0,5%. Градско население – 47%. На Тонгатапу живее 69% от населението, на Вавау – 16%, на Хаапай – 8%. Столица – Нукуалофа (24 хил. жители, агломерация 40 хил. жители). По-големи градове – Муа (5 хил. ж.), Хавелолото (4 хил. ж.), Ваини (3 хил. ж.) и трите на Тонгатапу; Неиафу (4 хил. ж.) на Вавау и Пангаи (2 хил. ж.) на Хаапай.
Възрастовият състав през 2005 е:
от 0 – 14 години: 36,2 % (мъже: 20 738/ жени: 19 907);
от 15 – 64 години: 59,7 % (мъже: 33 226/ жени: 33 853);
над 65 години: 4,2 % (мъже: 2031/ жени: 2667)

## Икономика
Кралство Тонга е аграрна страна с ограничени ресурси. Нейната икономика е нестабилна и силно зависима от природните катаклизми и неблагоприятните външни промени. Повишаването на равнището на океана представлява пряка заплаха за тази страна.
Икономиката на Тонга разчита почти изцяло на вносни стоки и на няколко външни финансови източника. Дефицитът по търговския баланс се финансира до голяма степен от емигрантски преводи от други страни. Основната индустрия – риболовът – търпи значително развитие през последното десетилетие, но икономическият ръст е заплашен от измененията в климата и високата цена на петрола. Тези фактори затрудняват привличането на чуждестранни инвестиции в страната.
Главни износни култури са копра, тропически плодове, батати, маниока, ямс, таро. Извършват се проучвателни дейности за търсене на нефт, медни и железни руди, сребро и цинк. Дължината на шосейната мрежа е 400 км, от които само 160 км са асфалтирани. В последните години силно се развива туристическият бизнес, като страната средно се посещава от около 41 хил. туристи. Съотношението между селско стопанство-промишленост-обслужване е 31:11:58.
Тонга е страна членка на Световната търговска организация (СТО) от 27 юли 2007.